# James D. Hardy
James D. Hardy (Birmingham, 14 maggio 1918 – Newala, 19 febbraio 2003) è stato un chirurgo statunitense.
Viene riconosciuto a livello mondiale per aver effettuato il primo trapianto di polmone (1963) e il primo tentativo di un trapianto di cuore (1964). Quest'ultimo, più precisamente, viene definito anche il primo xenotrapianto del mondo moderno.

## Biografia
James Daniel Hardy nasce insieme al fratello gemello Julian il 14 Maggio 1918 a Birmingham. Era il figlio di un proprietario di una piantagione di lime nella città di Newala, situata a 35 miglia da Birmingham, in Alabama. Città il quale nome venne istituito dal padre di Hardy che combinò i nomi della propria città natale ("New" da "New York") e quello dello stato natale della madre di Hardy ("Ala" da "Alabama").
Egli studiò in una scuola superiore a Montevallo. Iniziò gli studi medici in Alabama per poi continuarli all'Università della Pennsylvania, dove ottenne un Medical Degree nel 1942. Nel 1944, durante la seconda guerra mondiale, fu chiamato in servizio dall'esercito americano. Per i due anni successivi prestò servizio presso l'81º ospedale da campo in Europa. Fu allora che decise che sarebbe diventato un chirurgo. Questa decisione venne maturata dallo stesso Hardy, motivata specialmente dal contatto con pazienti gravemente feriti quotidianamente. Lavorando nello Stark General Hospital di Charleston, conobbe la sua futura moglie Louise Scott Sams, di Decatur, Georgia. Ella morì di alzheimer nel 2000, dopo aver dato al mondo quattro figlie: la dottoressa Louise Roeska-Hardy, professoressa di filosofia a Heidelberg e Francoforte, la dottoressa Julia Ann Hardy, psichiatra nel Michigan, la dottoressa Bettie Winn Hardy, psicologa clinica e direttrice del programma sui disturbi alimentari presso l’University of Texas Southwestern Medical School, e la dottoressa Katherine H. Little, direttrice medica del Diagnostic Center for Digestive Diseases presso la Baylor University Medical Center. 
Nel 1951 ricevette un master in chimica fisiologica per la sua ricerca riguardante "l'acqua pesante" (acqua con presenza di ossigeno e deuterio), conseguito presso la University of Pennsylvania. Nello stesso anno divenne assistente del professore di chirurgia, e direttore della ricerca chirurgica presso l’Università del Tennessee a Memphis. Due anni dopo fu nominato presidente della Facoltà di Chirurgia. Nel 1955, con l’apertura di una nuova scuola di medicina a Jackson, divenne professore all’Università del Mississippi, dove compì i suoi interventi: il primo trapianto di polmone in un essere umano nel 1963; il primo trapianto di cuore da animale a uomo nel 1964, che provocò un acceso dibattito sulle sue conseguenze etiche e morali, e un trapianto di entrambi i polmoni con il quale lasciò la scena medica nel 1987.  Durante la sua lunga carriera Hardy scrisse diversi libri sulla chirurgia; fu inoltre capo redattore di riviste accademiche di chirurgia e membro di diverse associazioni chirurgiche. Hardy muore il 19 febbraio 2003.

## Primo trapianto di polmone (1963)
Il primo trapianto di polmone nella storia fu eseguito dal team del Dr. James D. Hardy, presso la “University of Mississippi Medical Center” di Jackson, in Mississippi, l’11 giugno 1963.

### John Russel
John Russell dal dicembre precedente aveva sofferto di sei o sette attacchi di polmonite. Gli antibiotici somministrati risultavano inefficaci, inoltre le sue gambe erano gonfie ed idropiche da molto tempo e espelleva albumina. A complicare le cose, Russell era un prigioniero alla Mississippi State Penitentiary; stava scontando una condanna all'ergastolo per omicidio. Una fonte afferma che Russell era in prigione per aver sparato accidentalmente, uccidendo un ragazzo di 14 anni. Prima di essere trasportato a Jackson fu collocato in un campo speciale dove gli invalidi venivano messi a fabbricare scope o ad accudire api; ma questo lavoro leggero non servì a molto in quanto ogni minimo sforzo gli procurava mancanza di fiato. Prima della chirurgia, Russel tossiva fino a quando il suo viso e le sue dita diventavano blu e aveva emottisi. Russel soffriva anche di glomerulonefrite avanzata, presentava enfisema ad entrambi i polmoni e un carcinoma a cellule squamose del polmone sinistro. Il quadro clinico complessivo era senza speranze: mentre la glomerulonefrite gli avrebbe dato un po’ di tempo, il cancro ai polmoni lo avrebbe sicuramente ucciso entro poche settimane. Poiché le radiazioni non avevano prospettive di successo, in un primo momento si prese in considerazione la rimozione delle parti cancerose dei bronchi e del lobo sinistro. In seguito ad ulteriori analisi si arrivò alla conclusione che un’asportazione non avrebbe migliorato la situazione; anzi, l’uomo sarebbe comunque morto in pochi giorni. Era dubbio che il polmone destro enfisematoso fosse in grado di assumersi il peso dell’intera respirazione, inoltre il cancro avrebbe continuato ad espandersi. L’unico modo per alleviare il respiro tormentato del paziente e rendere l’ultima fase della sua vita più umana, era il trapianto di un polmone nuovo.

### L'intervento di Hardy
Nonostante ci fossero molti dubbi e poca, se non nessuna esperienza nell’ambito del trapianto umano, Hardy si proiettò verso l’ignoto. Parlò con John Russell esponendo i rischi e le eventuali complicazioni, specificando che se avesse accettato egli sarebbe stato il primo uomo sottoposto ad un trapianto di polmoni; inoltre, nonostante egli fosse condannato all’ergastolo, avrebbe ricevuto uno sconto della pena detentiva per il contributo al progresso umano, dando un ‘’contributo alla causa dell’umanità“. Hardy decise di suo conto di rivolgersi al governatore del Mississippi e chiedere una commutazione della pena di Russell se l'operazione fosse stata eseguita e il paziente fosse sopravvissuto.
Le squadre coinvolte nell’intervento furono due: la prima composta dal dottor Martin L. Dalton, dal dottor Gordon Robinson e dal dottor Benton M. Hilbun per la rimozione del polmone, la seconda composta dal dottor Watts R. Webb, dottor George R. Walker ed Hardy stesso per l’impianto. Mancava solo un donatore. La sera dell'11 Giugno 1963 un paziente entrò nel pronto soccorso dell'Ospedale Universitario sotto shock e con edema polmonare secondario seguito da un infarto miocardico. Quando si rilevò impossibile effettuare la rianimazione con la ventilazione mediante tubo endotracheale, il massaggio cardiaco a torace chiuso e altre misure, la famiglia del moribondo acconsentì all'autopsia e alla donazione di un organo, anche se gli internisti non erano sicuri che il polmone sarebbe stato ideale a causa dell'accumulo di liquido in esso.
Quando si ottenne il permesso per usare il polmone il paziente, ormai morto, fu portato in sala operatoria. Per tutto questo periodo è stato continuato il massaggio cardiaco chiuso, la ventilazione ritmica del polmone con ossigeno puro e fu iniettata eparina nel cuore. Venne prelevato un campione di sangue per un futuro confronto incrociato con quello del ricevente, e fu successivamente scoperto che il donatore condivideva otto dei tredici gruppi testati con esso. A questo punto il team era stato allertato e, dopo aver anestetizzato il paziente, si misero all’opera per la rimozione del polmone di Russel.
L’operazione non fu facile, non solo perché fu la prima del genere, ma anche perché Hardy e Webb incontrarono condizioni impreviste. Mentre stavano asportando il polmone sinistro, riscontrarono aderenze così tenaci tra il polmone e la pleura che hanno temuto di dover abbandonare l'operazione. Discussero tutte le restanti opzioni. Riuscirono, però, a fare breccia e raggiungere il polmone. Trovarono accumuli di pus e numerosi siti infetti. Il tessuto polmonare era scarsamente mobile, anche quando l'anestesista pompava ossigeno sotto pressione. Tra l'aorta e l'esofago c'erano metastasi che si erano propagate dal polmone al tessuto circostante. Era evidente che la rimozione del polmone sinistro non avrebbe potuto salvare la vita di Russell. Il tronco bronchiale sinistro era talmente invaso dal cancro che i chirurghi ebbero difficoltà a localizzare un'area non affetta su cui poter suturare il nuovo polmone. A causa della massiccia suppurazione, Hardy non osava rimuovere una parte dell'atrio del cuore insieme alle estremità delle vene, come aveva fatto nei suoi animali; aveva paura che, se lo avesse fatto, avrebbe dato modo ad una possibile infezione di colpire il cuore. Recise un’arteria polmonare e la connessione bronchiale e asportò il lobo distrutto.
Quando fu il momento di trapiantare il polmone del donatore, però, si andò incontro a nuove complicazioni: la cavità toracica sul lato sinistro risultava ridotta e non era in grado di ospitare il polmone donato perché troppo grande. Hardy dislocò il polmone destro per ottenere spazio e riuscire così a posizionare correttamente l'organo. Nonostante ciò, la grandezza del polmone rese difficile completare la sutura dei vasi sanguigni, tanto più difficile perché il polmone doveva essere tenuto collegato ai macchinari attraverso l’apertura bronchiale. Ci vollero quarantacinque minuti prima che l'ultimo punto fosse apposto. Il tubo dell’ossigeno fu rimosso e il polmone suturato al tronco bronchiale sinistro. Quindici minuti dopo l'anestesista riprese la ventilazione del nuovo polmone che si espanse completamente, dissipando i timori che potesse essere stato danneggiato dall'infarto cardiaco del donatore.
Hardy ebbe bisogno di un'altra ora per chiudere la cavità toracica ed eseguire una tracheotomia in modo tale che Russell potesse essere rifornito di aria durante i primi giorni postoperatori. Il paziente si svegliò nel giro di un'ora ma non respirava ancora autonomamente. Non si sapeva ancora se le lesioni delle terminazioni nervose che controllavano il polmone destro avrebbero consentito al paziente di respirare da solo. Il giorno dopo l'operazione, Hardy effettuò un angiocardiogramma per controllare l'afflusso di sangue. La perfusione era così sorprendentemente buona che decise di valutare la capacità respiratoria autonoma. La soddisfazione fu grande quando ci si rese conto che il paziente respirava senza difficoltà ed i test effettuati non mostravano alcun segno di rigetto. Hardy aveva dimostrato per la prima volta la possibilità di effettuare un trapianto di polmone nell’uomo. Inizialmente il polmone trapiantato fornì a Russell una migliore respirazione, ma in seguito la malattia renale iniziò ad prendere il sopravvento. Il livello di urea cominciò a salire, perciò fu sottoposto a dialisi peritoneale. Hardy usò l'azatioprina e il prednisone oltre ad una terapia radiante per determinare immunosoppressione.  John Russell visse per altri 18 giorni; il 29 giugno 1963 fece il suo ultimo respiro.

## Primo xenotrapianto di cuore (1964)
La sera di giovedì 23 Gennaio il sessantottenne Boyd Rush, un cittadino americano, cadde in stato di shock a causa dell'alta pressione sanguigna. Inoltre aveva altri sintomi quali una gangrena alla gamba sinistra e coaguli di sangue sul volto. Egli fu rapidamente portato in sala operatoria. 
Hardy aveva già preso in considerazione l'idea di effettuare un trapianto di cuore, ma solo nel caso in cui si fosse verificato un arresto cardiaco naturale. Questo perché, nel caso in cui l'operazione fosse stata imminente, le possibilità che un donatore dell'organo fosse disponibile nell'immediato erano assai poche. Visitando Keith Reemtsma, chirurgo pioniere dello xenotrapianto, rimase strabiliato dalla riuscita di un trapianto di rene derivato da un babbuino, che fece sopravvivere il paziente ricevente per 9 mesi. Così Hardy, prendendo ispirazione, riuscì ad ottenere due scimpanzé come possibili donatori in caso di emergenza.
Anche dopo aver amputato l'arto in gangrena, le possibilità di sopravvivenza per Rush erano poche. Secondo il cardiologo che lo visitò, al paziente rimanevano ore di vita. Quando fu portato in sala operatoria con un arresto cardiaco in atto, venne eseguita una toracotomia per collegarlo alla macchina cuore-polmone. Visitando il paziente, Hardy si accorse che le condizioni non erano così gravi come gli erano state comunicate. Il chirurgo discusse a lungo con i medici che lo assistevano in ambulatorio circa il conseguimento del trapianto, sapendo che sarebbe stato necessario utilizzare il cuore di uno scimpanzé. L'unico donatore umano disponibile, vittima di un trauma che gli procurò la morte cerebrale e la quale famiglia acconsentì alla donazione di organi, non era idoneo a causa della legge, che definiva morta una persona il quale cuore era totalmente fermo. Le restanti opzioni, trapiantare il cuore di uno dei due scimpanzé o lasciare Rush morire, furono messe ai voti: quattro medici componenti del suo team votarono per il trapianto, uno si astenne. La paura era che la critica pubblica si sarebbe opposta sull’accaduto era tanta, ma non abbastanza per fermare l'operazione.
 

Il più grande dei due scimpanzé, di nome Bino, venne portato nella stanza adiacente e anestetizzato. Un team iniziò la rimozione del cuore dell'animale, mentre il team di Hardy si mise all'opera per asportare il cuore ormai fermo e rovinato dal corpo di Boyd Rush. Il chirurgo si trovò per la prima volta di fronte a una scena mai vista prima: il torace di un uomo privo dell'organo più importante di tutti. Dal momento in cui il cuore del donatore arrivò in sala operatoria, ci vollero altri 45 minuti prima che Hardy riuscì a completare la sutura dell'organo. Così, un'ora dopo l'inizio dell'intervento, venne fatto circolare per la prima volta il sangue all'interno del cuore trapiantato e, con l'ausilio di un defibrillatore, quest'ultimo iniziò a battere con un ritmo costante. I primi segni furono incoraggianti, ma fu subito evidente che il piccolo cuore animale non sarebbe stato in grado di mantenere in vita a lungo un corpo umano. Dopo un'ora di attività difficoltosa, lentamente il nuovo cuore e la vita di Boyd Rush si spensero. Alle 2 del mattino del 24 Gennaio 1964 i chirurghi non riuscirono più a far ripartire il cuore trapiantato.
Non abbiamo trapiantato semplicemente un cuore umano, abbiamo trapiantato un cuore subumano.
La testimonianza dell'autore Donald McRae afferma che Hardy poté percepire il "gelido disprezzo" dei colleghi chirurghi alla sesta conferenza internazionale sui trapianti, diverse settimane dopo il tentativo. Il modulo di consenso che Hardy chiese di firmare alla sorellastra di Rush non includeva la possibilità che potesse essere usato un cuore di scimpanzé, sebbene Hardy affermasse di averlo incluso nelle discussioni verbali. 
Il MorrisDr. Mario S. Bernard, autore dell'articolo pubblicato sul South African Medical Journal riguardante il primo trapianto di cuore umano, elogiò il team di Hardy affermando che grazie a loro "la fattibilità del trapianto di cuore era ormai irrifiutabile".

## Opere principali
- J.D. Hardy, Pain Sensations and Reactions, 1952.
- J.D. Hardy, Surgery of the Aorta and Its Branches, 1960.
- J.D. Hardy, The World of Surgery 1945–1985: Memoirs of One Participant, 1986.
- J.D. Hardy, The Academic Surgeon: An Autobiography, 2002.